# George Monbiot
George Joshua Richard Monbiot (27 de enero de 1963) es un autor británico destacado por su activismo ambiental, social y político. Ha sido periodista y corresponsal en una decena de países y es columnista regular en The Guardian, conferencista y ha publicado varios libros.
Monbiot creció en Oxfordshire y estudió zoología en la Universidad de Oxford. Su carrera en periodismo de investigación empezó con su primer libro Flechas Envenenadas (Poisoned Arrows) en 1989 que aborda violaciones de derechos humanos en Papúa Occidental. Desde entonces se ha destacado en el activismo relacionado contra el cambio climático, la política británica y temas de impacto social y la salud mental como la soledad. En Feral (2013), discutió y respaldó la expansión de la renaturalización o rewilding. Es el fundador de The Land is Ours, una campaña por el derecho de acceso al campo y sus recursos en el Reino Unido. Monbiot recibió el premio Global 500 en 1995 y el Premio Orwell en 2022.

## Primeros años de vida
Nació en Kensington en el seno de una familia de ascendencia francesa. Creció en Rotherfield Peppard, al sur del condado Oxfordshire.
Su padre se llamaba Raymond Monbiot. Fue un hombre de negocios. Encabezó el foro de comercio e industria del Partido Conservador.
Su madre, Rosalie (hija del diputado Gresham Cooke ) fue concejala conservadora y exlíder del Consejo del Distrito de South Oxfordshire. Su tío, Canon Hereward Cooke, fue el líder adjunto liberal demócrata del Ayuntamiento de Norwich.
Asistió al Stowe School, en Buckinghamshire.
Siendo aún muy joven fue ganador de una beca abierta para Brasenose College, Oxford. De acuerdo a sus propias palabras, Monbiot vio su «despertar político» en las páginas del libro de Bettina Ehrlich titulado Paolo y Panetto.

## Carrera
Tras completar su carrera en zoología, Monbiot se unió a la Unidad de Historia Natural de la BBC. Fue productor de radio y realizó varios programas de historia natural y medio ambiente. Poco después se unió al Servicio Mundial de la BBC, donde trabajó también como productor y presentador de temas de actualidad, antes de irse a investigar y escribir su primer libro.
Como periodista de investigación viajó por Indonesia, Brasil y varios países de África Oriental. Sus actividades y posiciones políticas llevaron a que fuera declarado persona non grata en siete países. También fue condenado a cadena perpetua por rebeldía en Indonesia. En estos lugares, también enfrentó una balacera, fue golpeado por la policía, sufrió un naufragio y fue picado por avispones hasta quedar en coma. Volvió a trabajar en Gran Bretaña después de ser declarado clínicamente muerto en el Hospital General Lodwar en el noroeste de Kenia, después de haber contraído malaria cerebral.
Se unió al movimiento de protesta de las carreteras británicas y a menudo fue vocero de este movimiento ante la prensa. Como resultado, fue denunciado como una «tarta mediática» por grupos como Green Anarchist y Class War. Durante varios enfrentamientos fue atacado por guardias de seguridad. Sufrió de una fractura del hueso metatarsiano medio. Sus heridas lo dejaron en el hospital. Sir Crispin Tickell, un exdiplomático de las Naciones Unidas, que entonces era director en Green College, Oxford, nombró al joven manifestante miembro visitante.
En el año 2014, Monbiot escribió un artículo sobre el impacto social y en la salud mental de la soledad. De esto nació una colaboración con el músico Ewan McLennan. Juntos lanzaron un álbum titulado Breaking the Spell of Loneliness en octubre de 2016. Una emisora lo describió como «un álbum apasionante» donde «cada canción es un ensayo breve, elocuente y estimulante sobre la destrucción de nuestra humanidad y cómo se puede recuperar».
En 2021, Monbiot creó el documental Rivercide. En éste se destaca el lamentable estado de los ríos del Reino Unido y en particular del río Wye.
Mientras describía la película Don't Look Up a principios de 2022, Monbiot explicó lo difícil que ha sido para él organizar campañas a favor de la preservación de la Tierra frente a lo que él describe como «una inacción abrumadora».

## Opiniones y activismo

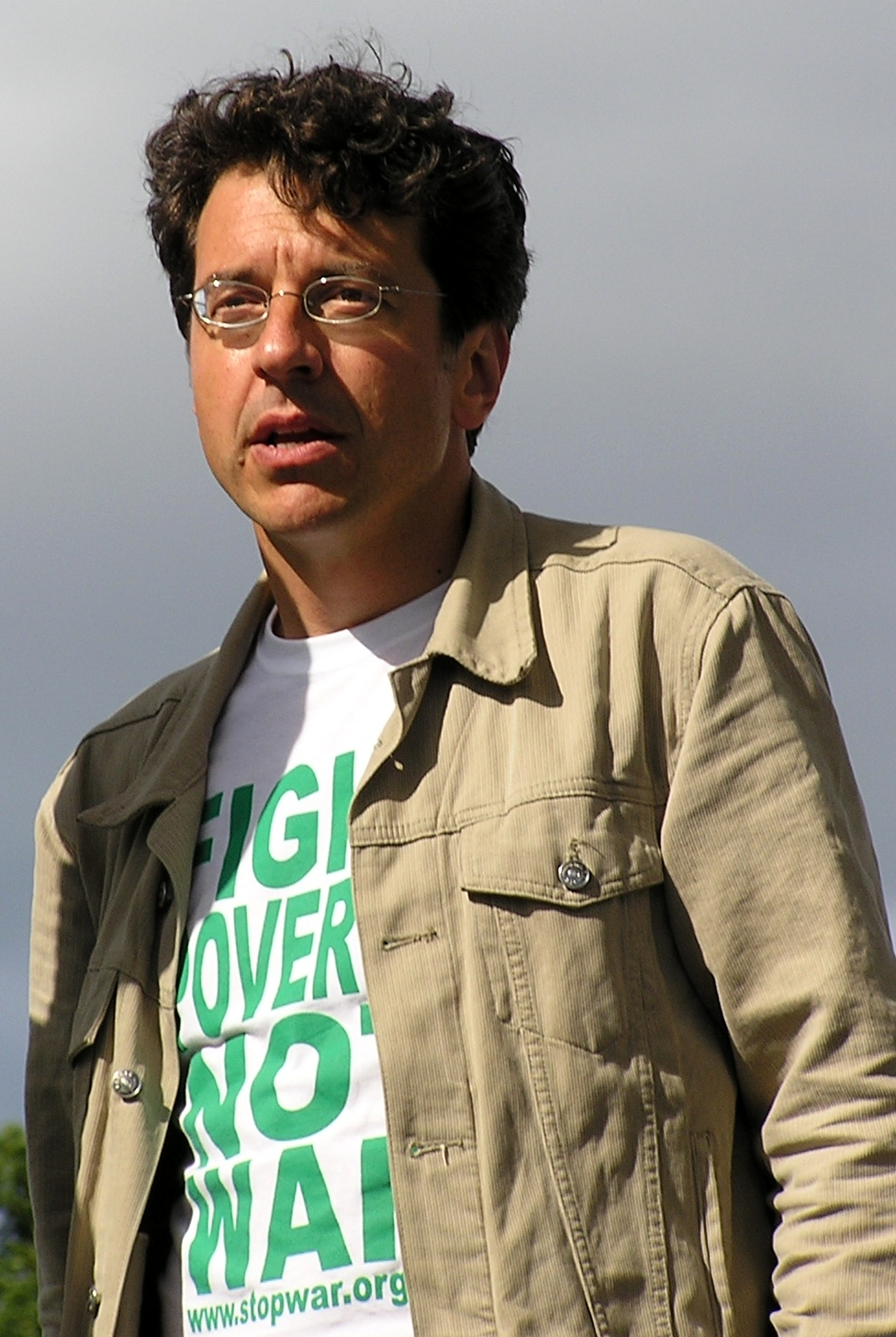
Monbiot en un mitin de Make Poverty History en Edimburgo, julio de 2005

Monbiot cree que se necesita una acción urgente y drástica, junto con una fuerte voluntad política por parte de los líderes del mundo, para combatir el calentamiento global. Para reducir su impacto personal en el medio ambiente, se volvió vegano y alienta a otros a hacer lo mismo.

### Medios de comunicación
Monbiot ha criticado la posición de los medios de comunicación tradicionales ante el problema del cambio climático y otros asuntos ambientales. En particular a la BBC y sus documentales sobre la naturaleza. También ha criticado a esta cadena por lo que considera su sesgo político.

### Intento de arresto de John Bolton
En el año 2008 Monbiot lideró un intento de poner bajo arresto ciudadano a John Bolton, el ex embajador de Estados Unidos ante las Naciones Unidas, cuando este último asistió como conferencante al Hay Festival. Monbiot acusó a Bolton de ser uno de los instigadores de la guerra de Irak, de la que Monbiot siempre se declaró opositor. El arresto se frustró.

### Política
Monbiot critica de manera acérrima el neoliberalismo. En enero de 2004, Monbiot y Salma Yaqoob fundaron mancomunadamente el partido Respect – The Unity Coalition (que más tarde se llamaría formalmente el Respect Party), derivado del Stop the War Coalition. Renunció al grupo en febrero siguiente cuando Respect no logró llegar a un acuerdo con el Partido Verde para no presentar candidatos en los mismos distritos electorales en las próximas elecciones al Parlamento Europeo de 2004.
En el año 2010 durante el mes de abril sumó su firma a la carta abierta de apoyo a los liberaldemócratas que publicaría ese mismo año el periódico The Guardian.
En campaña para las elecciones generales del Reino Unido de mayo de 2015 fue una de las figuras públicas que respaldó la candidatura de Caroline Lucas al Parlamento por el Partido Verde.
En agosto de ese mismo año también respaldó la campaña de Jeremy Corbyn para las elecciones de liderazgo del Partido Laborista. En abril de 2017 anunció su voluntad de votar por el Partido Laborista en las elecciones generales.
En agosto de 2021, expresó su respaldo a Tamsin Omond y a Amelia Womack para las elecciones de cabezas de partido del Partido Verde de Inglaterra y Gales.

### Energía nuclear
Monbiot se ha declarado muchas veces en contra de la industria nuclear. Aunque en varias ocasiones ha vuelto menos radical su postura frente a ese tipo de energía. Monbiot aboga por su uso, habiendo sido convencido de su relativa seguridad por lo que considera los efectos limitados del tsunami de Japón de 2011 en los reactores nucleares en la región. Posteriormente, condenó duramente el movimiento antinuclear, escribiendo que «ha engañado al mundo sobre los impactos de la radiación en la salud humana... hizo [afirmaciones] sin base científica, insostenibles cuando se cuestionan y tremendamente erróneas». Destacó a Helen Caldicott por, escribió, hacer afirmaciones inexactas y sin fuentes, descartar evidencia contraria como parte de un encubrimiento y exagerar el número de muertos del desastre de Chernobyl por un factor de más de 140.

## Obras publicadas
Su primer libro data de 1989 y fue titulado Flechas envenenadas (Poisoned Arrows); trata sobre el programa de transmigración de los pueblos y tribus de Papúa Occidental que fue, parcialmente financiado por el Banco Mundial. 
Amazon Watershed fue publicado en el año 1991. En éste se documentan las expulsiones de campesinos brasileños de sus tierras y las decisiones políticas detrás de la deforestación de la Amazonía. 
Su tercer libro, No Man's Land: An Investigative Journey Through Kenya and Tanzania (1994), documentó la incautación de tierras y ganado de los pueblos nómadas en Kenia y Tanzania.
En el año 2000 publicó Captive State: The Corporate Takeover of Britain. En estas páginas se argumenta que el poder de las corporaciones privadas del Reino Unido es una seria amenaza para la democracia. 
Su quinto libro, The Age of Consent: A Manifesto for a New World Order, publicado en 2003, propone un manifiesto positivo para el cambio a través del movimiento de justicia global.
Su siguiente libro, Calor: como impedir que arda el planeta (Heat: How to Stop the Planet Burning), publicado en 2006, se centra en el tema del calentamiento global. 
Salvaje: renaturalizar la tierra, el mar y la vida humana se publicó en 2013 y se centra en el concepto de renaturalizar el planeta. En el libro, Monbiot critica la ganadería ovina. El libro recibió críticas favorables en The Spectator y The Daily Telegraph. Ganó el premio Society of Biology Book Award por biología general en 2014.
En 2017 publicó Out of Wreckage, una hoja de ruta hacia una nueva política, ofreciendo un grito de guerra para una nueva visión de lo que puede ser una sociedad «buena». 
Su libro Regénesis: alimentar al mundo sin devorar el planeta de 2022 se centra en el impacto ambiental de la agricultura y los enfoques sostenibles.

## Premios
En 1995 Nelson Mandela le otorgó el premio Global 500 de las Naciones Unidas por sus destacados logros ambientales. 
Ganó el premio Sir Peter Kent en 1991 por su libro Amazon Watershed. 
En el año 2007 se negó a viajar a Venecia para recibir el Premio Mazotti por su libro Calor, por lo que le negaron el dinero correspondiente. 
En 2017, recibió el Premio SEAL de Periodismo Ambiental por su trabajo en The Guardian.
En 2022 a Monbiot se le concedió el Premio Orwell de Periodismo.

## Trabajos seleccionados
- (1989). Flechas envenenadas: un viaje de investigación a través de las tierras prohibidas de Papúa Occidental. Londres: Ábaco.ISBN 0-7181-3153-3
- (1991). Cuenca Amazónica: La nueva investigación ambiental. Londres: Ábaco.ISBN 0-7181-3428-1
- (1992). La caoba es asesinato: extracción de caoba de reservas indígenas en Brasil.ISBN 1-85750-160-8
- (1994). Tierra de nadie: un viaje de investigación a través de Kenia y Tanzania. Picador.ISBN 0-333-60163-7
- (2000). Estado cautivo: la adquisición corporativa de Gran Bretaña. Macmillan.ISBN 0-333-90164-9
- (2003). La edad del consentimiento. Flamenco.ISBN 0-00-715042-3
- (2004). Manifiesto por un Nuevo Orden Mundial. La Nueva Prensa.ISBN 1-56584-908-6
- (2006). Calor: cómo detener la quema del planeta. Calle Allen.ISBN 0-7139-9923-3
- (2008). Traiga el Apocalipsis: seis argumentos para la justicia global. Libros atlánticos.ISBN 978-1-84354-656-6
- (2013). Salvaje: renaturalizar la tierra, el mar y la vida humana. Londres: Penguin Books.ISBN 978-1-84614-748-7
- (2016). ¿Cómo nos metimos en este lío?: Política, igualdad, naturaleza. Londres: Verso.
- (2017). Fuera de los escombros: una nueva política para una era de crisis. Londres: Verso.ISBN 978-1-78663-289-0
- (2022). Regénesis: alimentar al mundo sin devorar el planeta. Londres: Penguin Books.ISBN 978-0143135968